# 10102 Digerhuvud
10102 Digerhuvud è un asteroide della fascia principale. Scoperto nel 1992, presenta un'orbita caratterizzata da un semiasse maggiore pari a 2,4219772 UA e da un'eccentricità di 0,1319351, inclinata di 1,82109° rispetto all'eclittica.